# Abri Sous-les-Rideaux
Ne pas confondre avec la grotte des Rideaux, qui est située au-dessus de l'abri Sous-les-Rideaux.
L'abri Sous-les-Rideaux est une petite cavité faisant partie des grottes de Lespugue, situées à Lespugue, en Haute-Garonne, dans la région Occitanie, en France. Son remplissage a livré des vestiges datés du Néolithique jusqu'au Moyen Âge central.

## Situation
L'abri Sous-les-Rideaux se trouve à environ 1 400 m en aval du moulin de Notre-Dame,, au niveau inférieur des grottes, dans la troisième barre calcaire du système étage des gorges de la Save. La première barre (supérieure) est celle qui supporte le château de Lespugue ; dans la deuxième (moyenne) se développe la grotte des Rideaux où avait été découverte la célèbre vénus de Lespugue par René de Saint-Périer en 1922. L'abri se situe juste en contrebas de cette grotte, à une trentaine de mètres - en forte pente - sous la grotte des Ours (cette dernière étant pratiquement contigüe à la grotte des Rideaux).

## Historique
Michel Allard et Francis Juillard repèrent l'abri Sous-les-Rideaux lors d'une prospection à la fin des années 1980. Il est exploré par Pascal Foucher et Cristina San Juan (1998 ; 1999a ; 2000a ; 2001a) dans le cadre d'un projet de recherche entrepris en 1997 sur le Gravettien/Solutréen des Pyrénées centrales.
Cet abri, comblé jusqu'à la voute, est l'objet de trois campagnes de fouilles de 1998 à 2000, dont un pratiqué à l'aplomb de la falaise.

## Occupation
Tout l'Âge du bronze est représenté, mais l'occupation est particulièrement intense au Bronze ancien et moyen. Elle se prolonge dans l'Âge du fer et jusqu'au Moyen-Âge.
Au cours de la fouille des niveaux du bronze et du fer sont apparus plusieurs fragments de céramique décorée appartenant à un type d'objet inconnu.

## Stratigraphie
De haut en bas :
- des remblais - Moyen Âge central

1 à 2 m d'épaisseur. L'essentiel du matériel date des XIIIe à XVe siècles : il provient du château de Lespugue et des grottes supérieures occupées au Moyen-Âge.
- niveaux 0 et 1 - Haut Moyen Âge

Environ 60 cm d'épaisseur. Ce sont les premiers niveaux sédimentaires différenciés, qui datent du Moyen Âge. Ces niveaux ont livré beaucoup moins de matériel archéologique que la couche supérieure mais incluent plusieurs structures dont une murette et plusieurs foyers. La grande sole de l'un de ces foyers, situé à la base du niveau 1 sous la murette, est datée par le carbone 14 (SMA) de 894 - 1031 apr. J.-C.,.
- niveau 2 - Antiquité

Environ 20 cm d'épaisseur. matériel de l'Antiquité tardive, daté des années 370-450. Ce niveau a été très remanié lors des occupations médiévales. Il contient toutes les catégories de vaisselle en usage à l'époque, dans des proportions similaires à celles livrées par les grands habitats luxueux comme la villa gallo-romaine de Lassalles, et de nombreux restes humains.
- niveau 3 - mélange

Environ 30 cm d'épaisseur. Il contient de la blocaille et peu de matrice terreuse, c'est un petit horizon d'effondrement qui représente une rupture dans la stratigraphie. Il est peu fourni en matériel : tessons de céramique, la plupart petits et usés, provenant de plusieurs périodes mélangées : médiévale, antique et protohistorique.
- niveaux 4, 5 et 6 - Âge du fer / Âge du bronze

Entre 30 et 60 cm d'épaisseur. Ce sont plusieurs occupations protohistoriques, avec foyers, vestiges osseux et un matériel archéologique abondant. 

Les niveaux 5 et 6 contiennent plusieurs foyers imbriqués les uns dans les autres. L'âge de la céramique associée, peu caractéristique, a été difficile à estimer ; ses formes et décors sobres et un plat tronconique à lèvre élargie l'ont d'abord fait attribuer au premier âge du fer, mais la présence de polypodes décorés, d'une perle cylindrique à rebords en matière animale dure, de deux boutons coniques perforés en bronze et la décoration de certains vases indiquaient l'âge du bronze pyrénéen ancien ou moyen. Une datation entre 828 et 672 av. J.-C. est obtenue vers 1999 par datation par le carbone 14 (SMA) sur un gland carbonisé associé à un foyer du niveau 5, ce qui suggère qu'une occupation importante à l'Âge du fer aurait remanié les vestiges d'une occupation de l'Âge du bronze.
- niveau 7 - Néolithique récent

De 45 cm d'épaisseur. Il contient peu de céramique, qui est par ailleurs peu caractéristique. L'industrie lithique indique des activités cynégétiques occasionnelles, avec des pointes de flèches et du débitage laminaire. Cette couche est datée du Néolithique récent.
Un terrier ancien traverse les niveaux 7 et 8.
- niveaux 8 et 9

20 à 30 cm d'épaisseur. Ils n'ont livré aucun artefact archéologique sur une profondeur d'un mètre, c'est-à-dire −5 m par rapport au niveau du sol. Ils sont formés d'un éboulis calcaire sec et communiquent avec les niveaux supérieurs par le terrier.
Il a livré de la poterie dite « Commingeoise » du XIIIe siècle.

## Protection
La grotte des Rideaux fait partie de l'« Ensemble des grottes et abris préhistoriques de la vallée de la Save », classé comme monument historique depuis le 28 décembre 1972. Il s'agit des grottes situées sur la parcelle cadastrale A 49, pour les sites archéologiques nos 31295-1 à 5 AP, dans le bois de Saint-Martin. Le classement en monument historique n'inclut donc pas la grotte de Gouërris.